# Гронау (Лайне)
Гронау (нем. Gronau) — город в Германии, в земле Нижняя Саксония.
Входит в состав района Хильдесхайм. Население составляет 5191 человек (на 31 декабря 2010 года). Занимает площадь 20,61 км².
| Год  | Население |
| ---- | --------- |
| 1990 | 5213      |
| 1995 | 5582      |
| 2000 | 5568      |
| 2005 | 5476      |
| 2010 | 5244      |